# Dmitri Tsjetsjoelin
Dmitri Tsjetsjoelin (Sjostka, 9 augustus 1901 – Moskou, 29 oktober 1981) was een Sovjet-Russisch architect en stedenbouwkundige en een leidende figuur in de stalinistische architectuur. Hij werkte in Moskou, Nizjni Novgorod en Voronezj.
Tsjetsjoelin was lid van de Communistische Partij van de Sovjet-Unie en was een verkozene in de Opperste Sovjet.
Tot het vroege werk van Dmitri Tsjetsjoelin behoren de oudste metrostations van Moskou, waaronder Komsomolskaja dat tussen 1933 en 1935 werd gebouwd, de stationshal (op het gelijkvloers van een bestaand oud huis) van Ochotny Rjad uit 1935 (die later ook toegang zou geven tot Teatralnaja), Kievskaja gebouwd in 1937-1938 en het toegangsgebouw tot Dinamo uit 1938. Tussen 1939 en 1946 werd Hotel Peking in Moskou naar zijn plannen gebouwd. Vervolgens was hij in opdracht van Jozef Stalin de architect van een van de Zeven Zusters-wolkenkrabbers, het appartementsblok Kotelnitsjeskaja, dat gebouwd werd tussen 1948 en 1952. Hij tekende de plannen voor het Moskvazwembad, dat tussen 1958 en 1960 werd gebouwd op de fundamenten van wat ooit het Paleis van de Sovjets had moeten worden. Tot zijn latere werk behoren Hotel Rossija, gebouwd tussen 1964 en 1967 en het Witte Huis, gebouwd tussen 1965 en 1979. Na zijn overlijden in 1981 werd hij begraven op de Novodevitsjibegraafplaats.
Tsjetsjoelin was een Held van de Socialistische Arbeid, had een Gouden Ster, twee Leninorden, twee Orden van de Rode Vlag van de Arbeid, het Ereteken van de Sovjet-Unie en won driemaal (in 1941, 1949 en 1953) de Stalinprijs.
- International Standard Name Identifier: 0000 0003 8308 220X
- Library of Congress Control Number: n80044256
- Union List of Artist Names: 500120729
- Virtual International Authority File: 267104751
- WorldCat: E39PBJcKHDmdkKgJ9ppd8rdRKd